# Spiroctenus fossorius
Spiroctenus fossorius är en spindelart som först beskrevs av Pocock 1900.  Spiroctenus fossorius ingår i släktet Spiroctenus och familjen Nemesiidae. Inga underarter finns listade i Catalogue of Life.